# Jehlice rohozobá
Jehlice rohozobá je dravá mořská ryba, vyskytující se u pobřeží Evropy a severní Afriky. Má protáhlé válcovité tělo, dorůstá délky 50–80 cm a váží přes jeden kilogram. Na hřbetě je zbarvena modrozeleně, břicho je světle stříbrné. Charakteristickým znakem jehlice je spodní čelist protáhlá do podoby ostrého zobáku. Tlama je posetá dlouhými tenkými zuby. Zdržuje se převážně na mělčině, kde se skrývá v mořských řasách Zostera. Je rychlý a obratný plavec, dokáže se také vymrštit z vody a klouzat po hladině. Kosti jehlice mají zelenou barvu, kterou způsobuje biliverdin. Proto si mnozí její maso oškliví, i když je chuťově kvalitní.